# Робин Лий Хатчер
Робин Лий Хатчер (на английски: Robin Lee Hatcher) е плодовита американска писателка на произведения в жанра съвременен и исторически любовен роман. Писала е и под псевдонима Робин Лий (Robin Leigh).

## Биография и творчество
Робин Лий Хатчер е родена на 1 май 1951 г. в Пайет, Айдахо, САЩ, в семейството на Ралф Адамс и Лусил Джонсън. Израства с любов към изкуството и рисува. Учи за медицинска сестра и работи като такава. Омъжва се млада и има две дъщери. По-късно се развежда поради алкохолизма и аферите на съпруга ѝ.
Започва да пише през 1981 г. след като посещава писателска конференция и е запленена от участниците. Първият ѝ роман „Stormy Surrender“ е публикуван през 1984 г. Първоначално пише за масовия пазар на романтична литература. През 1997 г. започва да пише вдъхновяващи истории свързани с възприемането на християнската вяра в Бога и промените в личния живот на героите, за което получава редица награди.
Произведенията на писателката попадат често в списъците на бестселърите. Те са издадени в над 6 милиона екземпляра по света.
През 1994 г. е удостоена с награда за цялостно творчество от списание „Romantic Times“ за нейните американски исторически любовни романи, а през 1999 г. за вдъхновяващите ѝ любовни романи. През 1999 г. получава престижната награда РИТА за романа „Образци на любовта“ (Patterns of Love), а през 2001 г. същата награда за романа „Гласът на пастира“ (The Shepherd's Voice).
Била е президент на Асоциацията на писателите на любовни романи на Америка в периода 1992-1994 г. и е била в борда на организацията в продължение на пет години. Тя е популярен говорител на писателски конференции и на прояви на християнските жени. На нейно име е кръстена литературна награда за християнска литература.
Робин Лий Хатчер живее със семейството си в Бойз, Айдахо.

## Произведения

### Самостоятелни романи
- Stormy Surrender (1984)
- Heart's Landing (1984)
- Thorn of Love (1985)
- Heart Storm (1986)
- Passion's Gamble (1986)
- Pirate's Lady (1987)
Пиратската лейди, изд.: „Калпазанов“, Габрово (1994), прев. Мария Ангелова, Николай Акимов
- Gemfire (1988)
- The Wager (1989)
- Dream Tide (1990)
- Midnight Rose (1992)
- The Magic (1993) 
Магията, изд.: „Калпазанов“, Габрово (1995), прев. Емилия Димитрова
- The Hawk and the Heather (1995)
- Liberty Blue (1995)
- Chances Are (1996)
- The Forgiving Hour (1999)
- Hometown Girl (1999)
- Taking Care of the Twins (1999)
- Whispers from Yesterday (1999) – награда „Кристи“
- Daddy Claus (1999)
- The Shepherd's Voice (2000) – награда РИТА
- Ribbon of Years (2001)
- Firstborn (2002)
- Speak to Me of Love (2003)
- Catching Katie (2003)
- Beyond the Shadows (2004)
- The Victory Club (2005)
- Loving Libby (2005)
- Another Chance to Love You (2006)
- Trouble in Paradise (2007)
- The Perfect Life (2008)
- Wagered Heart (2008)
- Bundle Of Joy (2008)
- When Love Blooms (2009)
- Heart of Gold (2012)
- A Promise Kept (2014)
- The Heart's Pursuit (2014)
- You'll Think of Me (2017)
- You're Gonna Love Me (2017)

### Серия „Жени от Запада“ (Women West)
1. Promised Sunrise (1990)
2. Promise Me Spring (1991)
3. Devlin's Promise (1992)

### Серия „Хоумстед, Айдахо“ (Homestead, Idaho)
1. Where the Heart Is (1993)
2. Forever, Rose (1994)
3. Remember When (1994)
4. Kiss Me, Katie (1996)

### Серия „Очаквайте в Америка“ (Coming to America)
1. Dear Lady (1997)
2. Patterns of Love (1998) – награда РИТА
3. In His Arms (1998)
4. Promised to Me (2003)

### Серия „Хартс Кросингс“ (Hart's Crossing)
1. Legacy Lane (2004)
2. Veterans Way (2005)
3. Diamond Place (2006)
4. Sweet Dreams Drive (2007)

### Серия „Сестрите от Витлеем Спрингс“ (Sisters of Bethlehem Springs)
1. A Vote of Confidence (2009)
2. Fit to Be Tied (2009)
3. A Matter of Character (2010)

### Серия „Където сърцето живее“ (Where The Heart Lives)
1. Belonging (2011)
2. Betrayal (2012)
3. Beloved (2013)

### Серия „Кралска поляна“ (King's Meadow)
1. Love Without End (2014)
2. Whenever You Come Around (2015)
3. Keeper of The Stars (2016)

### Общи серии с други писатели

#### Серия „Невеста за всички сезони“ (Bride for All Seasons)
- Autumn's Angel (2013)

от серията има още 4 романа от различни автори

#### Серия „Година на сватби“ (Year of Weddings)
- I Hope You Dance (2015)
- Kiss the Bride (2016) – с Мелиса Макклиън и Кетрин Спрингър

от серията има още 29 романа от различни автори

### Новели
- A Wish and a Prayer (2014)
- Heart Rings (2016)
- A Cloud Mountain Christmas (2016)

### Сборници
- A Frontier Christmas (1992) – с Мадлин Бейкър, Нора Хес и Кони Мейсън
- A Purrfect Romance (1995) – с Дженифър Блейк и Сюзън Уигс
- The Story Jar (2001) – с Дебора Бендфорд и Анджела Хънт

### Като Робин Лий

#### Самостоятелни романи
- Winds of Fire (1987)
- Rugged Splendor (1991)
- Hawk and the Heather (1992)